# Linia kolejowa Rosenheim – Salzburg
Linia kolejowa Rosenheim – Salzburg – główna linia kolejowa łącząca Rosenheim z Salzburgiem w Austrii. Jest to linia dwutorowa i zelektryfikowana. Jej długość wynosi 153,4 km i jest przystosowana do prędkości 160 km/h. Jest wykorzystywana przez pociągi relacji Monachium – Wiedeń.